# 318 (numero)
Trecentodiciotto (318) è il numero naturale dopo il 317 e prima del 319.

## Proprietà matematiche
- È un numero pari.
- È un numero composto con 8 divisori: 1, 2, 3, 6, 53, 106, 159, 318. Poiché la somma dei suoi divisori (escluso il numero stesso) è 330 > 318, è un numero abbondante.
- È un numero sfenico.
- È un numero semiperfetto in quanto pari alla somma di alcuni (o tutti) i suoi divisori.
- È un numero nontotiente (per cui la equazione φ(x) = n non ha soluzione).
- È un numero palindromo nel sistema di numerazione posizionale a base 9 (383).
- È parte delle terne pitagoriche (168, 270, 318), (318, 424, 530), (318, 2800, 2818), (318, 8424, 8430), (318, 25280, 25282).
- È un numero congruente.

## Astronomia
- 318P/McNaught-Hartley è una cometa periodica del sistema solare.
- 318 Magdalena è un asteroide della fascia principale del sistema solare.

## Astronautica
- Cosmos 318 è un satellite artificiale russo.